# Руерґ
Руерґ (фр. Rouergue; окс. [ruˈeɾɣ])  — колишня провінція Франції, що відповідає приблизно сучасному департаменту Авейрон. Її історична столиця — Родез. На півночі вона межує з Овернью, на півдні та південному заході з Ланґедоком, на сході з Жеводанським, а на заході з Керсійським графством.
Протягом середньовіччя Руерг декілька разів змінював власників, серед яких були Англія (згідно з Третім бретіньським договором 1360 року), Арманьяк і Лангедок.
У 1790 році Руерг став департаментом і був перейменований на Авейрон за назвою головної річки, яка протікає через нього. При створенні департаменту Тарн і Гаронна в 1808 році кантон Сен-Антонін-Нобль-Валь був відокремлений від заходнього кінця Авейрону і перейменований на новий департамент.
Провінція Руерг мала площу 9 007 км2. За переписом 1999 року на території провінції Руерг проживало 269 774 жителів, що становить лише 30 чоловік на 1 км2. Найбільші міські райони включають Родез з 38 458 жителями у 1999 році, Мійо з 22 840 жителями у 1999 році, Деказвіль з 17 044 жителями у 1999 році та Вільфранш-де-Руерг з 12 561 жителем у 1999 році.